# لوائح الدفاع عن كندا
كانت لوائح الدفاع عن كندا عبارة عن مجموعة من تدابير الطوارئ المنفذة بموجب قانون تدابير الحرب في 3 سبتمبر 1939، أي قبل أسبوع من دخول كندا الحرب العالمية الثانية.
وشملت التدابير الأمنية المتطرفة التي تسمح بها اللوائح التنازل عن المثول أمام القضاء والحق في المحاكمة، والاعتقال، وحظر بعض الجماعات السياسية والثقافية، والقيود على حرية التعبير بما في ذلك حظر بعض المنشورات، ومصادرة الممتلكات.
سمحت المادة 21 من اللوائح لوزير العدل بالاحتجاز دون تهمة لأي شخص قد يتصرف «بأي شكل من الأشكال يضر بالسلامة العامة أو بسلامة الدولة». 
استُخدمت اللوائح للخصوم الداخليين للحرب العالمية الثانية، وخاصة الفاشيين (مثل أدريان آركاند ) والشيوعيين (بما في ذلك جاكوب بينر وبروس ماجنوسون وتوم ماكيوين ) وكذلك معارضي التجنيد مثل ناشطي كيبيك الوطنيين وعمدة مونتريال كاميلين هود. وبموجب اللوائح، تم اعتقال الكنديين اليابانيين ومصادرة ممتلكاتهم طوال فترة الحرب. طُلب من الكنديين الألمان التسجيل لدى الدولة واحتُجز بعض الكنديين الألمان والإيطاليين. كما تم استخدام اللوائح لحظر الحزب الشيوعي لكندا في عام 1940، وكذلك العديد من المنظمات المتحالفة معها مثل الرابطة الشبابية الشيوعية، ورابطة السلام والديمقراطية، وجمعية معبد العمال الأوكرانية، والمنظمة الفنلندية الكندية، وأندية العمال والفلاحين الروس، ورابطة الشعوب البولندية، والرابطة الثقافية الكرواتية، ونوادي العمال الهنغارية، واتحاد الشباب الأوكراني الكندي. كما تم حظر جماعات فاشية مختلفة مثل حزب الوحدة الوطنية الاشتراكية الكندية والاتحاد الكندي للفاشيين. كما تم اعتقال قادة العمال غير الشيوعيين مثل تشارلز ميلارد.
أحتجز عدد من أعضاء الحزب الشيوعي البارزين حتى عام 1942، أي في العام الذي تلى انضمام الاتحاد السوفيتي إلى الحلفاء. تم اعتقال زعماء فاشيين مثل أدريان أركاند وجون روس تايلور طوال فترة الحرب.